# 林三子雄
林 三子雄（はやし みねお、1864年12月13日（元治元年11月15日） - 1904年（明治37年）5月26日）は、日本の海軍軍人。日露戦争に「鳥海」艦長として出征し、第三回旅順港閉塞作戦総指揮官を務めた海軍大佐である。南山攻撃援護作戦で戦死。従五位勲三等功四級。

## 生涯
略歴
大坂南河内郡狭山村（現：大阪狭山市）出身。父は河内狭山藩士・林伊織。海軍兵学校12期。席次は入校時次席、卒業時3番。同期に有馬良橘、山屋他人、江頭安太郎などがいる。1894年(明治24年)大尉となり、「高雄」航海長を経て海軍大学校甲号学生(5期)を卒業。志摩清直、黒井悌次郎は同期生である。「秋津洲」航海長として日清戦争に出征。艦長・上村彦之丞のもと黄海海戦を戦った。戦後海兵教官を2年務めたのち、独留学を命じられる。同時に留学を命じられたのは秋山真之(米)、村上格一(仏)、財部彪(英)、広瀬武夫(露)である。留学期間は三年半に及び、在独中に中佐に進級している。帰国後「千代田」副長、「初瀬」航海長、横須賀海兵団副長、「天城」艦長を歴任。「鳥海」艦長に就任し、日露戦争に出征。第三回旅順閉塞作戦総指揮官を務める。第二軍の南山攻撃援護のため、「鳥海」は｢筑紫｣と南山砲台の砲撃に赴くが、ロシア軍の反撃により林は戦死した。
第三回旅順閉塞作戦
1904年5月2日、第三回閉塞作戦総指揮官に任じられた林は「新発田丸」に乗船し指揮をとった。作戦目的は閉塞船12隻をもって旅順港を封鎖することにあり、参加人員には「新発田丸」指揮官附・中村良三、「釜山丸」指揮官大角岑生、「愛国丸」指揮官犬塚太郎などが含まれていた。1隻は機関故障のため離脱し、林は他の11隻及び収容隊を率いて旅順港に向かう。しかし天候険悪のため林は中止を決断。「赤城」にその旨を伝達するよう伝え反転した。しかし悪天候に妨げられ林の意図は伝わらず、閉塞船8隻及び収容隊は攻撃に向かった。5月3日午前零時、林は後続船が少ないことから反転し攻撃に向かったが、舵機故障のため目的を達することはできずに終わる。第三次閉塞作戦で攻撃に向かった八隻の乗員158名は、戦死、行方不明、負傷及びロシア軍の捕虜となったもの合計115名に及び、無傷で生還した者は43名であった。

## 栄典
位階
- 1891年（明治24年）1月29日 - 正八位[4]
- 1892年（明治25年）3月23日 - 正七位[5]
- 1897年（明治30年）5月31日 - 従六位[6]
- 1899年（明治32年）11月6日 - 正六位[7]
- 1904年（明治37年）5月26日 - 従五位[8]

勲章等
- 1895年（明治28年）11月18日 - 勲六等瑞宝章・功五級金鵄勲章[9]・明治二十七八年従軍記章[10]
- 1900年（明治33年）11月30日 - 勲五等瑞宝章[11]
- 1904年（明治37年）5月26日 - 勲三等旭日中綬章・功四級金鵄勲章[12]
- 1905年（明治38年）4月24日 - 靖国神社合祀[13]
- 1906年（明治39年）4月1日 - 明治三十七八年従軍記章[14]